# Avro York
Avro York var ett fyrmotorigt propellerplan från Avro, vilket tillverkades i 45 civila plus 209 militära exemplar (samt 4 prototyper) mellan 1942 och 1948.

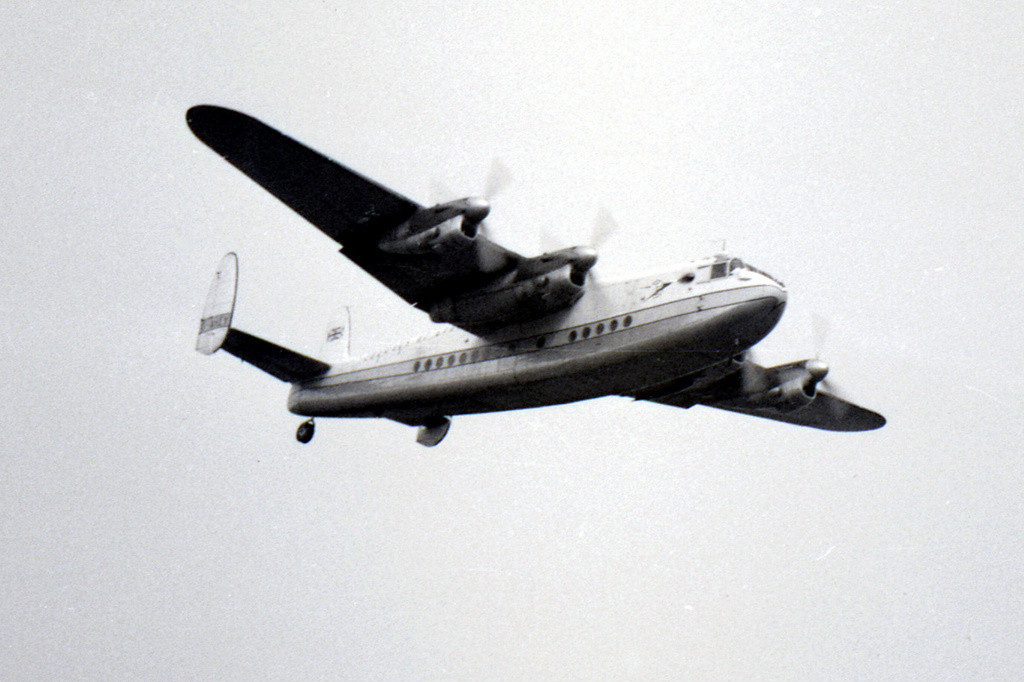
Skyways of London Avro York, 1961

## Användare
Avro York har tidigare flugits bland annat av:

### Civila operatörer
- Aden Airways
- Aerolíneas Argentinas
- Air Charter
- Air Liban
- BOAC
- British South American Airways
- Dan-Air
- Eagle Aviation
- Flota Aérea Mercante Argentina (FAMA)
- Hunting-Clan Air Transport
- Maritime Central Airways
- Middle East Airlines
- Pacific Western Airlines
- Persian Air Services
- Scottish Airlines
- Skyways Limited
- South African Airways
- Transair (Canada)
- Trans Mediterranean Airways
- Tropic Airways

### Militära operatörer, regeringar, statliga myndigheter
- Royal Air Force[5]
- Australiens flygvapen
- Frankrikes flygvapen
- Sydafrikas flygvapen
- Telecommunications Research Establishment (UK)

## Haverier
Av 258 tillverkade Avro York förstördes 87 mellan 1945 och 1964, varav 28 som krävde sammanlagt 242 människoliv.